# Nazionale maschile di pallavolo delle Filippine
La nazionale maschile di pallavolo delle Filippine è una squadra asiatica e oceaniana composta dai migliori giocatori di pallavolo delle Filippine ed è posta sotto l'egida della Federazione pallavolistica delle Filippine.

## Rosa
Segue la rosa dei giocatori convocati per l'AVC Challenge Cup 2024.
| N° | Nome                | Ruolo | Data di nascita   | Squadra         |
| -- | ------------------- | ----- | ----------------- | --------------- |
| 3  | Josh Ybañez         | S     | 25 marzo 2003     | Growling Tigers |
| 4  | Vince Lorenzo       | L     | 11 luglio 1999    | Cignal HD       |
| 5  | Jade Disquitado     | S     | 18 maggio 2004    | Bulldogs        |
| 7  | Kim Malabunga       | C     | 8 maggio 1996     | Criss Cross     |
| 8  | John Bugaoan        | C     | 8 gennaio 1999    | Cignal HD       |
| 9  | Noel Kampton        | S     | 2 aprile 2000     | Green Spikers   |
| 10 | Angelo Almendras    | S     | 27 luglio 1999    | Bulldogs        |
| 11 | Joshua Umandal      | S     | 8 marzo 1999      | Cignal HD       |
| 13 | Ave Retamar         | P     | 7 marzo 2000      | Bulldogs        |
| 15 | Marck Espejo        | S     | 1º marzo 1997     | Criss Cross     |
| 16 | Rwenzmel Taguibolos | C     | 16 ottobre 2001   | Bulldogs        |
| 17 | Leo Ordiales        | O     | 2 gennaio 2003    | Bulldogs        |
| 19 | Joseph Bello        | P     | 20 agosto 2003    | Bulldogs        |
| 20 | Lloyd Josafat       | C     | 18 settembre 1999 | Cignal HD       |

## Risultati

### Competizioni AVC
| 1975 | 5º posto        | Convocazioni |
| 1979 | non qualificata | -            |
| 1983 | non qualificata | -            |
| 1987 | non qualificata | -            |
| 1989 | non qualificata | -            |
| 1991 | non qualificata | -            |
| 1993 | 15º posto       | Convocazioni |
| 1995 | 11º posto       | Convocazioni |
| 1997 | 14º posto       | Convocazioni |
| 1999 | non qualificata | -            |
| 2001 | non qualificata | -            |
| 2003 | non qualificata | -            |
| 2005 | 14º posto       | Convocazioni |
| 2007 | non qualificata | -            |
| 2009 | 15º posto       | Convocazioni |
| 2011 | non qualificata | -            |
| 2013 | non qualificata | -            |
| 2015 | non qualificata | -            |
| 2017 | non qualificata | -            |
| 2019 | non qualificata | -            |
| 2021 | non qualificata | -            |
| 2023 | non qualificata | -            |

| 2018 | non qualificata | -            |
| 2022 | non qualificata | -            |
| 2023 | 10º posto       | Convocazioni |
| 2024 | 10º posto       | Convocazioni |
| 2025 | 10º posto       | Convocazioni |

### Competizioni estinte
| 1913 | 1º posto | Convocazioni |
| 1915 | ?        | -            |
| 1917 | ?        | -            |
| 1919 | 1º posto | Convocazioni |
| 1921 | ?        | -            |
| 1923 | 1º posto | Convocazioni |
| 1925 | 1º posto | Convocazioni |
| 1927 | 2º posto | Convocazioni |
| 1930 | 2º posto | Convocazioni |
| 1934 | 1º posto | Convocazioni |